# Godów (Sainte-Croix)
Pour les articles homonymes, voir Godów.
Godów est une localité polonaise de la voïvodie de Sainte-Croix et du powiat de Starachowice.

## Géographie

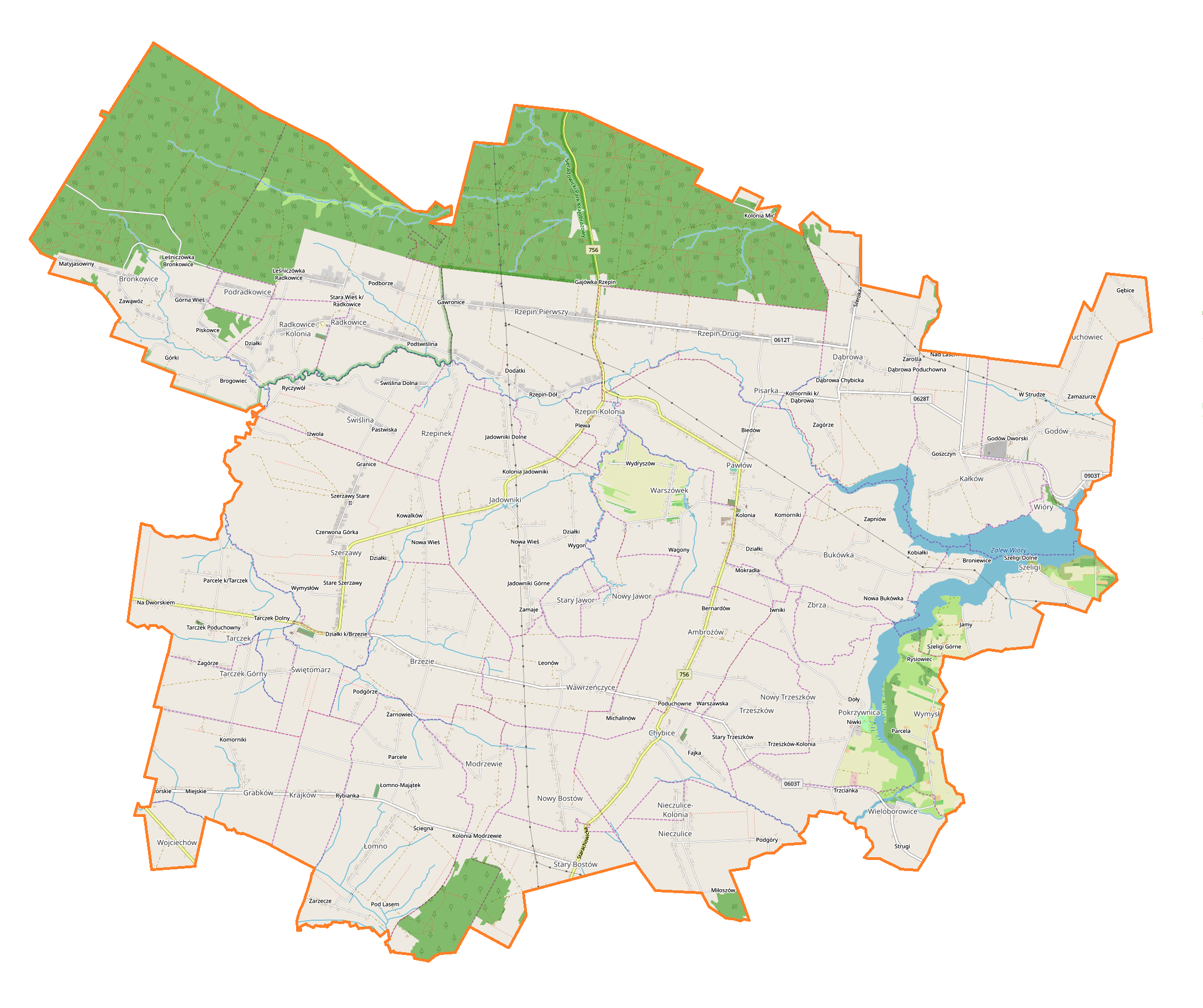
Carte de la gmina de Pawłów.